# Acianthera aechme
Acianthera aechme é  uma espécie de orquídea (Orchidaceae) descrita para o Equador. Pertence à secção Sicaria, subseção Sicaria do gênero Acianthera, caracterizado por plantas de crescimento cespitoso, com caules secundários, também chamados ramicaules, tão ou mais longos que as folhas, com a secção superior triangular, mais largos junto à folha que na base, inflorescência subséssil com poucas ou muitas flores, segmentos florais frequentemente espessos, ou levemente pubescentes ou papilosos, em um grupo composto por plantas pouco fibrosas, mais ou menos suculentas e facilmente quebradiças, com ramicaule claramente alado, cuja folha parece uma continuação do ramicaule, ou seja, ao fim do ramicaule e começo das folhas não ficam claramente visíveis. Esta espécie distingue-se das demais por ser a única com flores de pétalas espatuladas cujo labelo tem lobos laterais largos, baixos, obtusos e coluna sem lobos apicais largos e arredondados.

## Publicação e sinônimos
- Acianthera aechme (Luer) Pridgeon & M.W.Chase, Lindleyana 16: 245 (2001).

Sinônimos homotípicos:
- Pleurothallis aechme Luer, Selbyana 3: 42 (1976).